# Tayrac (Aveyron)
Tayrac – miejscowość i gmina we Francji, w regionie Oksytania, w departamencie Aveyron. W 2013 roku jej populacja wynosiła 166 mieszkańców. 